# Света Неделя (Дворци)
„Света Неделя“ (на македонска литературна норма: „Света Недела“) е възрожденска църква в поречкото село Дворци, Северна Македония. Църквата е част от Бродското архиерейско наместничество на Дебърско-Кичевската епархия на Македонската православна църква – Охридска архиепископия.
Църквата е гробищен храм, разположен на входа на селото. Изградена е в 1893 година според надписа на южната стена.